# Brandmoorwiesen
Die Brandmoorwiesen sind ein Naturschutzgebiet in der niedersächsischen Stadt Garbsen in der Region Hannover.
Das Naturschutzgebiet mit dem Kennzeichen NSG HA 113 ist 28 Hektar groß. Es liegt bei Schloß Ricklingen zwischen Wunstorf und Garbsen in der Hannoverschen Moorgeest, einer eiszeitlichen Geest- und Grundmoränenlandschaft. Etwas nordwestlich liegt das Naturschutzgebiet „Ricklinger Entenpool“
Die „Brandmoorwiesen“ sind ein überwiegend durch Grünland und Wald geprägtes Gebiet auf einem Dünengelände, auf dem feuchte Niedermoor- und trockene Sandstandorte zu finden sind. Neben Erlen- und Birkenmoorwäldern sind Gebüsche und Stieleichen-Birkenwälder sowie einzelne alte Eichen zu finden.
Die Grünlandbereiche befinden sich überwiegend auf feuchten Standorten. Brachliegende Grünlandflächen sind mit ausgedehnten Rohrkolbenbeständen und Hochstaudenfluren sowie Flatterbinsenriedern bestanden.
Im Naturschutzgebiet sind zahlreiche Schlatts zu finden, die von Pfeifengras-Torfmoos-Vegetation umgeben sind. In verlandenden Schlatts hat sich Wollgras-Torfmoos-Schwingrasen gebildet. Das Gebiet entwässert über Gräben zur Leine.
Das Gebiet steht seit dem 19. November 1986 unter Naturschutz. Zuständige untere Naturschutzbehörde ist die Region Hannover.